# Pietro Fittipaldi
Pietro Fittipaldi da Cruz (Miami, 1996. június 25. –) brazil–amerikai autóversenyző, a Formula–1-ben szereplő Haas csapat tesztpilótája.

## Magánélete
Nagyapja a korábbi Formula–1-es világbajnok pilóta Emerson Fittipaldi. Nagybátyja, Christian Fittipaldi szintén szerepelt a Formula–1-ben, a Daytonai 24 órás autóversenyt kétszer is megnyerte. Másik nagybátyja Max Papis, aki szintén szerepelt a Formula–1-ben egy fél szezon erejéig.

## Pályafutása

### A kezdetek
2011-ben megnyerte első szezonjában a NASCAR Whelen All-American Series regionális sorozatát, majd 2013-ban Európában indult nyitott versenyautókkal. 2014-ben megnyerte a Brit Formula Renault bajnokságot 10 győzelemmel. A 2015 végén és 2016 elején megrendezett MRF Challenge sorozatot is megnyerte.

### Formula Renault V8 3.5
2016-ra majd a Formula V8 3.5 sorozatba szerződött. A bemutatkozó szezonja nem alakult valami jól, ugyanis mindössze egy darab dobogót szerzett a szezonzáró spanyolországi versenyen. 2017-re átszerződött a Lotushoz. A bajnokságot úgy kezdte, hogy egyből megnyerte a két nyitófutamot. Ezen kívül jerezi és az aragóniai második versenyeket és mind a két mexikói versenyt is győzelemmel zárta. A szezonzáró bahreini futamokon a 2. helyeken végzett és 259 pontot gyűjtve megnyerte a bajnokságot. 2017. november 17-én a szervezők bejelentették, hogy megszüntetik a sorozatot mind a konstruktőrök és a versenyzők gyenge érdeklődése miatt, ez azt is jelentette, hogy Fittipaldi lett a széria utolsó bajnoka és távoznia kellett.

### IndyCar
2018 februárjában az IndyCar-ban szereplő Dale Coyne Racing nevezte részmunkaidőben a 19-es rajtszámú autójába, amin a kanadai Zachary Claman DeMelóval osztozott. A Phoenix-nagydíjon debütált, ahol a 40. körben egy összeérés után kiállni kényszerült. Portlandban legjobb eredményét elérve 9. lett. Az év végi összetett pontversenyben 6 futamon indulva a 26. helyet foglalhatta el.
2021-re visszatért az alakulathoz az oválpályás versenyekre, Romain Grosjeannal osztozva a konstrukción. 2023. október 23-án a Rahal Letterman Lanigan Racing bejelentette, hogy Fittipaldi a #30-as Hondát fogja vezetni a teljes 2024-es IndyCar sorozatban.

### Sportautózás
A 2018–19-es hosszútávú-világbajnokság (WEC) Spa-ban rendezett szezonnyitó időmérőedzésén az "Eau Rouge" nevű emelkedőben kicsúszott és nagy tempóval szemből csapódott a falnak, aminek következtében nyílt lábtörést szenvedett. Később megműtötték és teljesen felépült.
2021 áprilisában rajthoz állt a G-Drive csapatával az európai Le Mans-széria évadnyitó barcelonai 4 órás futamán. 2022 februárjában a lengyel Inter Europol Competition igazolta le. 2023 januárjában bejelentették, hogy teljes munkaidőben visszatér a WEC-be, a 2023-as évre a Jota Sport LMP2-es csapatában, David Heinemeier Hansson és Oliver Rasmussen mellett.
2024 januárjában az utolsó pillanatban ugrott be a sérült Clément Novalak helyére a Daytonai 24 óráson korábbi csapata, az Inter Europol csapat és a PR1/Mathiasen Motorsports közös LMP2-es csapatába. Kategóriában a 4. helyen értek célba.

### Formula–1
2018 novemberében a Haas Formula–1-es csapata bejelentette, hogy a brazil pilótát szerződtették teszt- és fejlesztőpilótának a 2019-es szezonra. 2020. március 26-án az istálló bejelentette, hogy Louis Delétrazzal együtt továbbra is hivatalos tesztpilóta marad. 2020. november 30-án az istálló bejelentette, hogy ő fogja helyettesíteni a bahreini nagydíjon megsérült Romain Grosjeant a december 6-án megrendezésre kerülő szahír nagydíjon. Az időmérő edzésen 0:55:426-os idejével az utolsó, 20. helyet szerezte meg.

### DTM
2019. április 12-én megkapta a lehetőséget a Német túraautó-bajnokságban, hogy tesztelje az újonc csapat, a Team WRT Audiját a Lausitzringen. Később hivatalossá vált, hogy 2019-ben teljes szezont fut a csapatnál. Misanóban az Audi Sport Team Rosberg csapatánál kellett helyettesítenie Jamie Green-t, aki nem volt bevethető állapotban vakbélműtétje miatt. Az ő helyére pedig a Ducati MotoGP pilótája, Andrea Dovisioso ült be. A legjobb eredményét is itt érte el, ami egy 5. hely volt. A szezon során 22 pontot gyűjtött, ami a 15. helyre volt elég összetettben.

### Super Formula
2018-ban a Team Le Mans színeiben, Suzukában ott volt a rajtrácson. 2019 decemberében a B-MAX Racing Motopark csapata bejelentette, hogy ő veszi át a Red Bull Junior Teamből menesztett Lucas Auer helyét a japán sorozatban 2020-ra. 2020. március 23-án azonban bejelentették, hogy mégsem sikerült megegyezni a pilótával a szponzori kérdésekben, így nem ő, hanem honfitársa, a Red Bull által támogatott Sérgio Sette Câmara vesz részt az idényben.

## Eredményei

### Karrier összefoglaló
| Szezon  | Bajnokság                          | Csapat                         | Verseny        | Győzelem       | Pole           | Leggyorsabb kör | Dobogós helyezés | Pont           | Helyezés       |
| ------- | ---------------------------------- | ------------------------------ | -------------- | -------------- | -------------- | --------------- | ---------------- | -------------- | -------------- |
| 2011    | NASCAR Whelen All-American Series  | Lee Faulk Racing               | 20             | 4              | 3              |                 | 13               | 400            | 1.             |
| 2012    | NASCAR Whelen All-American Series  | Lee Faulk Racing               | 23             | 1              | 2              | ?               | 3                | 355            | 5.             |
| 2013    | Protyre Formula Renault            | Jamun Racing Services          | 16             | 0              | 0              | 0               | 0                | 163            | 8.             |
| 2013    | Protyre Formula Renault Autumn Cup | Jamun Racing Services          | 3              | 0              | 0              | 0               | 1                | 45             | 6.             |
| 2013    | BRDC Formula–4-es bajnokság        | MGR Motorsport                 | 18             | 1              | 0              | 1               | 1                | 165            | 15.            |
| 2013    | BRDC Formula–4 Winter Series       | MGR Motorsport                 | 8              | 0              | 0              | 0               | 3                | 127            | 6.             |
| 2014    | Protyre Formula Renault            | MGR Motorsport                 | 15             | 10             | 3              | 7               | 12               | 431            | 1.             |
| 2014    | Formula Renault 2.0 Alps           | MGR Motorsport                 | 8              | 0              | 0              | 0               | 0                | 43             | 9.             |
| 2014    | Eurocup Formula Renault 2.0        | Koiranen GP                    | 2              | 0              | 0              | 0               | 0                | 0              | HN‡            |
| 2015    | Formula–3 Európa-bajnokság         | Fortec Motorsports             | 33             | 0              | 0              | 0               | 0                | 32             | 16.            |
| 2015    | Masters of Formula–3               | Fortec Motorsports             | 1              | 0              | 0              | 0               | 0                | —              | 13.            |
| 2015–16 | MRF Challenge Formula 2000         | MRF Challenge                  | 14             | 4              | 2              | 2               | 9                | 244            | 1.             |
| 2016    | Formula V8 3.5 Series              | Fortec Motorsports             | 18             | 0              | 0              | 0               | 1                | 60             | 10.            |
| 2017    | World Series Formula V8 3.5        | Lotus                          | 18             | 6              | 10             | 2               | 10               | 259            | 1.             |
| 2018    | IndyCar                            | Dale Coyne Racing              | 6              | 0              | 0              | 0               | 0                | 91             | 26.            |
| 2018    | Super Formula                      | Uomo Sunoco Team LeMans        | 1              | 0              | 0              | 0               | 0                | 0              | 22.            |
| 2018–19 | WEC                                | DragonSpeed                    | 0              | 0              | 0              | 0               | 0                | 0              | HN             |
| 2019    | DTM                                | Audi Sport Team WRT            | 15             | 0              | 0              | 2               | 0                | 22             | 15.            |
| 2019    | DTM                                | Audi Sport Team Rosberg        | 2              | 0              | 0              | 0               | 0                | 22             | 15.            |
| 2019    | Formula–1                          | Haas                           | Tesztpilóta    | Tesztpilóta    | Tesztpilóta    | Tesztpilóta     | Tesztpilóta      | Tesztpilóta    | Tesztpilóta    |
| 2019–20 | Formula–3 Ázsia-bajnokság          | Pinnacle Motorsport            | 15             | 0              | 0              | 0               | 1                | 119            | 5.             |
| 2020    | Formula–1                          | Haas                           | 2              | 0              | 0              | 0               | 0                | 0              | 23.            |
| 2021    | IndyCar                            | Dale Coyne Racing              | 3              | 0              | 0              | 0               | 0                | 34             | 32.            |
| 2021    | Európai Le Mans-széria             | G-Drive Racing                 | 1              | 0              | 0              | 0               | 0                | 6              | 26.            |
| 2021    | Formula–1                          | Haas                           | Tartalékpilóta | Tartalékpilóta | Tartalékpilóta | Tartalékpilóta  | Tartalékpilóta   | Tartalékpilóta | Tartalékpilóta |
| 2022    | Európai Le Mans-széria             | Inter Europol Competition      | 6              | 0              | 0              | 0               | 1                | 42             | 10.            |
| 2022    | Formula–1                          | Haas                           | Tesztpilóta    | Tesztpilóta    | Tesztpilóta    | Tesztpilóta     | Tesztpilóta      | Tesztpilóta    | Tesztpilóta    |
| 2023    | WEC                                | Jota                           | 7              | 1              | 1              | 0               | 2                | 84             | 6.             |
| 2023    | Formula–1                          | Haas                           | Tesztpilóta    | Tesztpilóta    | Tesztpilóta    | Tesztpilóta     | Tesztpilóta      | Tesztpilóta    | Tesztpilóta    |
| 2024    | IndyCar                            | Rahal Letterman Lanigan Racing | 0              | 0              | 0              | 0               | 0                | 0              | —              |
| 2024    | Formula–1                          | Haas                           | Tesztpilóta    | Tesztpilóta    | Tesztpilóta    | Tesztpilóta     | Tesztpilóta      | Tesztpilóta    | Tesztpilóta    |

* A szezon jelenleg is zajlik.
‡ Mivel Fittipaldi vendégpilóta volt, ezért nem részesült bajnoki pontokban.

### Teljes Formula–3 Európa-bajnokság eredménysorozata
(Táblázat értelmezése)

(Félkövér: pole-pozícióból indult; dőlt: leggyorsabb kört futott) 

| Év   | Csapat             | 1        | 2       | 3        | 4        | 5        | 6        | 7        | 8        | 9        | 10      | 11      | 12       | 13      | 14       | 15       | 16       | 17       | 18       | 19       | 20       | 21       | 22       | 23       | 24       | 25       | 26      | 27      | 28       | 29       | 30       | 31       | 32       | 33       | Helyezés | Pont |
| ---- | ------------------ | -------- | ------- | -------- | -------- | -------- | -------- | -------- | -------- | -------- | ------- | ------- | -------- | ------- | -------- | -------- | -------- | -------- | -------- | -------- | -------- | -------- | -------- | -------- | -------- | -------- | ------- | ------- | -------- | -------- | -------- | -------- | -------- | -------- | -------- | ---- |
| 2015 | Fortec Motorsports | SIL 1 11 | SIL 2 8 | SIL 3 Ki | HOC 1 Ki | HOC 2 20 | HOC 3 Ki | PAU 1 Ni | PAU 2 NK | PAU 3 NK | MNZ 1 7 | MNZ 2 9 | MNZ 3 11 | SPA 1 8 | SPA 2 21 | SPA 3 10 | NOR 1 19 | NOR 2 Ki | NOR 3 16 | ZAN 1 17 | ZAN 2 20 | ZAN 3 20 | RBR 1 23 | RBR 2 32 | RBR 3 24 | ALG 1 12 | ALG 2 6 | ALG 3 6 | NÜR 1 15 | NÜR 2 Ki | NÜR 3 18 | HOC 1 13 | HOC 2 16 | HOC 3 Ki | 16.      | 32   |

### Teljes Formula Renault V8 3.5 eredménysorozata
(Félkövér: pole-pozíció, dőlt: leggyorsabb kör, a színkódokról részletes információ itt található)
| Év   | Csapat             | 1        | 2       | 3       | 4       | 5         | 6         | 7        | 8       | 9        | 10       | 11       | 12       | 13       | 14      | 15      | 16       | 17      | 18      | Helyezés | Pont |
| ---- | ------------------ | -------- | ------- | ------- | ------- | --------- | --------- | -------- | ------- | -------- | -------- | -------- | -------- | -------- | ------- | ------- | -------- | ------- | ------- | -------- | ---- |
| 2016 | Fortec Motorsports | ESP 1 11 | ESP 2 9 | HUN 1 8 | HUN 2 8 | BEL 1 11† | BEL 2 10† | FRA 1 Ki | FRA 2 7 | GBR 1 6  | GBR 2 Ki | AUT 1 11 | AUT 2 11 | ITA 1 11 | ITA 2 4 | JER 1 9 | JER 2 12 | CAT 1 7 | CAT 2 3 | 10.      | 60   |
| 2017 | Lotus              | GBR 1    | GBR 2 1 | BEL 1 8 | BEL 2 6 | ITA 1 9   | ITA 2 4   | JER 1 2  | JER 2 1 | ESP 1 Ki | ESP 2 1  | GER 1 7  | GER 2 6  | MEX 1    | MEX 2 1 | USA 1 3 | USA 2 Ki | BHR 1 2 | BHR 2   | 1.       | 259  |

### Teljes IndyCar eredménysorozata
(Táblázat értelmezése)

(Félkövér: pole-pozícióból indult; dőlt: leggyorsabb kört futott) 

| Év   | Csapat                         | 1      | 2       | 3      | 4      | 5       | 6       | 7      | 8      | 9      | 10     | 11     | 12     | 13     | 14     | 15     | 16     | 17     | 18     | Helyezés | Pont |
| ---- | ------------------------------ | ------ | ------- | ------ | ------ | ------- | ------- | ------ | ------ | ------ | ------ | ------ | ------ | ------ | ------ | ------ | ------ | ------ | ------ | -------- | ---- |
| 2018 | Dale Coyne Racing              | STP    | PHX 23  | LBH    | ALA    | IMS     | INDY    | DET    | DET    | TXS    | RDA    | IOW    | TOR    | MDO 23 | POC 22 | GTW 11 | POR 9  | SNM 16 |        | 26.      | 91   |
| 2021 | Dale Coyne Racing              | ALA    | STP     | TXS 15 | TXS 21 | IMS     | INDY 25 | DET    | DET    | ROA    | MOH    | NSH    | IMS    | GTW    | POR    | LAG    | LBH    |        |        | 32.      | 34   |
| 2024 | Rahal Letterman Lanigan Racing | STP 15 | TRM2 12 | LBH 24 | ALA 27 | IMS 14L | INDY 32 | DET 13 | ROA 16 | LAG 14 | MDO 24 | IOW 19 | IOW 20 | TOR 19 | GTW 14 | POR 25 | MIL 18 | MIL 21 | NSH 21 | 19.      | 186  |

2 A verseny nem számít bele a bajnokságba

### Teljes Super Formula eredménylistája
(Táblázat értelmezése)

(Félkövér: pole-pozícióból indult; dőlt: leggyorsabb kört futott) 

| Év   | Csapat                  | 1      | 2   | 3   | 4   | 5   | 6   | 7   | Helyezés | Pont |
| ---- | ----------------------- | ------ | --- | --- | --- | --- | --- | --- | -------- | ---- |
| 2018 | UOMO Sunoco Team LeMans | SUZ 16 | AUT | SUG | FUJ | MOT | OKA | SUZ | 22.      | 0    |

### Teljes DTM eredménylistája
| Év   | Csapat                  | 1        | 2        | 3        | 4       | 5        | 6       | 7        | 8        | 9        | 10       | 11       | 12       | 13      | 14      | 15       | 16       | 17       | 18       | Helyezés | Pont |
| ---- | ----------------------- | -------- | -------- | -------- | ------- | -------- | ------- | -------- | -------- | -------- | -------- | -------- | -------- | ------- | ------- | -------- | -------- | -------- | -------- | -------- | ---- |
| 2019 | Audi Sport Team WRT     | HOC 1 10 | HOC 2 15 | ZOL 1 14 | ZOL 2 9 |          |         | NOR 1 Ki | NOR 2 15 | ASS 1 11 | ASS 2 10 | BRH 1 Ni | BRH 2 16 | LAU 1 7 | LAU 2 9 | NÜR 1 14 | NÜR 2 13 | HOC 1 15 | HOC 2 15 | 15.      | 22   |
| 2019 | Audi Sport Team Rosberg |          |          |          |         | MIS 1 11 | MIS 2 5 |          |          |          |          |          |          |         |         |          |          |          |          | 15.      | 22   |

### Teljes Formula–1-es eredménysorozata
(Táblázat értelmezése)

(Félkövér: pole-pozícióból indult; dőlt: leggyorsabb kört futott) 

| Év   | Csapat | 1   | 2   | 3   | 4   | 5   | 6   | 7   | 8   | 9   | 10  | 11  | 12  | 13  | 14  | 15  | 16     | 17     | 18  | 19  | 20     | 21  | 22     | Helyezés | Pont |
| ---- | ------ | --- | --- | --- | --- | --- | --- | --- | --- | --- | --- | --- | --- | --- | --- | --- | ------ | ------ | --- | --- | ------ | --- | ------ | -------- | ---- |
| 2020 | Haas   | AUT | STY | HUN | GBR | 70  | ESP | BEL | ITA | TOS | RUS | EIF | POR | EMI | TUR | BHR | SAK 17 | UAE 19 |     |     |        |     |        | 23.      | 0    |
| 2022 | Haas   | BHR | SAU | AUS | EMI | MIA | ESP | MON | AZE | CAN | GBR | AUT | FRA | HUN | BEL | NED | ITA    | SIN    | JPN | USA | MEX Tp | BRA | UAE Tp | —        | —    |

### Teljes FIA World Endurance Championship eredménysorozata
(Táblázat értelmezése)

(Félkövér: pole-pozícióból indult; dőlt: leggyorsabb kört futott) 

| Év      | Csapat      | Osztály | Kasztni            | Motor                 | 1       | 2     | 3     | 4     | 5     | 6     | 7     | 8   | Helyezés | Pont |
| ------- | ----------- | ------- | ------------------ | --------------------- | ------- | ----- | ----- | ----- | ----- | ----- | ----- | --- | -------- | ---- |
| 2018–19 | DragonSpeed | LMP1    | BR Engineering BR1 | Gibson GL458 4.5 L V8 | SPA Sér | LMS   | SIL   | FUJ   | SHA   | SEB   | SPA   | LMS | –        | 0    |
| 2023    | Jota        | LMP2    | Oreca 07           | Gibson GK428 4.2 L V8 | SEB 5   | ALG 7 | SPA 9 | LMS 9 | MNZ 1 | FUJ 6 | BHR 3 |     | 6.       | 84   |

### Teljes Európai Le Mans-széria eredménylistája
| Év   | Csapat                    | Osztály | Kasztni  | Motor                 | 1      | 2     | 3      | 4      | 5     | 6     | Helyezés | Pont |
| ---- | ------------------------- | ------- | -------- | --------------------- | ------ | ----- | ------ | ------ | ----- | ----- | -------- | ---- |
| 2021 | G-Drive Racing            | LMP2    | Aurus 01 | Gibson GK428 4.2 L V8 | CAT 7  | RBR   | LEC    | MNZ    | SPA   | ALG   | 26.      | 6    |
| 2022 | Inter Europol Competition | LMP2    | Oreca 07 | Gibson GK428 4.2 L V8 | LEC 11 | IMO 9 | MNZ 11 | CAT 16 | SPA 2 | ALG 4 | 10.      | 32   |

### Le Mans-i 24 órás autóverseny
| Év   | Csapat                    | Csapattárs                                | Autó            | Kategória | Kör | Összetett Helyezés | Kategória Helyezés |
| ---- | ------------------------- | ----------------------------------------- | --------------- | --------- | --- | ------------------ | ------------------ |
| 2022 | Inter Europol Competition | David Heinemeier Hansson Fabio Scherer    | Oreca 07-Gibson | LMP2      | 364 | 18.                | 14.                |
| 2023 | Jota                      | David Heinemeier Hansson Oliver Rasmussen | Oreca 07-Gibson | LMP2      | 316 | 24.                | 13.                |

### Daytonai 24 órás autóverseny
| Év   | Csapat                         | Csapattárs                                 | Autó            | Kategória | Kör | Összetett Helyezés | Kategória Helyezés |
| ---- | ------------------------------ | ------------------------------------------ | --------------- | --------- | --- | ------------------ | ------------------ |
| 2023 | Rick Ware Racing               | Austin Cindric Eric Lux Devlin DeFrancesco | Oreca 07-Gibson | LMP2      | 758 | 12.                | 6.                 |
| 2024 | Inter Europol by PR1/Mathiasen | Nick Boulle Tom Dillmann Jakub Śmiechowski | Oreca 07-Gibson | LMP2      | 767 | 12.                | 4.                 |